# Memo Aguirre
Pour les articles homonymes, voir Aguirre.
Juan Guillermo Aguirre (né le 22 décembre 1952) mieux connu sous le nom de Memo Aguirre ou de Capitán Memo, est un chanteur et compositeur chilien, célèbre en Amérique latine dans les années 1970 et 1980 comme voix de super-héros de dessin animé. Il a notamment écrit et chanté la version latino-américaine du thème He-Man de la série animée He-Man et les maîtres de l'univers.

## Biographie
Pendant son adolescence, au Chili, Memo Aguirre, participe à un groupe de musique appelé « Los Sacros » qui ne connaît guère le succès.
Il s'installe aux États-Unis en 1971 et s'établit à San Francisco.
La chance tourne lorsque la société Sound Connection Studios le contacte au milieu des années 1970 et au début des années 1980. Les dessins animés de super-héros deviennent de plus en plus populaires en Amérique latine et les producteurs ont besoin de quelqu'un pour donner une voix en espagnol aux super-héros les plus populaires. 
Memo Aguirre chante alors en espagnol pour des dessins animés tels que Spider-Man, Captain America, Capitaine Futur, Steel Jeeg, Hana no Ko Lunlun, Petite Lulu et Spider-Woman. Certains d'entre eux connaissent un succès retentissant en Amérique latine dans les années 1980 et la voix de Memo Aguirre leur est intimement associée. Il chante également pour la série télévisée Sport Billy et il interprète le thème He-Man en espagnol.
Malgré son succès et sa voix célèbre, il reste alors peu connu, même au Chili, son pays d'origine. 
Il publie en 2004, sous le nom d'artiste de « Capitán Memo », un CD intitulé Le retour des robots qui reprend nombre de ses anciennes compositions réarrangées avec une technologie musicale récente. 
Cette année-là, une émission télévisée chilienne l'invite avec l'ancienne Miss Univers Alicia Machado. Celle-ci lui rend hommage en chantant quelques lignes de la chanson Capitán Futuro en souvenir du Capitán Memo de son enfance.
L'année suivante, il publie l'album Grand Prix avec des chansons supplémentaires, cet album semble se démarquer de son ancien style plus que ne l'avait fait l'album de 2004, tout en préservant l'essence de ces chansons.   

## Albums
- La legión de los súperheroes[1], 1980
- El Regreso de los Robots (Le retour des robots), 2004
- Grand Prix, 2005